# Caduta di Babilonia
La Caduta di Babilonia è un affresco (circa 350x300 cm) di Cimabue e aiuti, databile attorno al 1277-1283 circa e conservato nel transetto sinistro della basilica superiore di San Francesco di Assisi. 

## Storia
La datazione degli affreschi di Cimabue è piuttosto discorde, sebbene negli studi più recenti si sia assestata a un periodo tra il 1277, anno dell'elezione al soglio pontificio di Niccolò III e il 1283 circa. 
Gli affreschi di Cimabue sono in generale in condizioni mediocri o pessime. La zona del transetto sinistro è decorata dalle Storie apocalittiche, un soggetto piuttosto raro, che è confrontabile, per l'arte italiana pregiottesca, solo con gli affreschi dell'abbazia di San Pietro al Monte a Civate, con le scene della cappella Velluti in Santa Croce e col Giudizio universale dei mosaici del battistero di Firenze o di Santa Maria in Trastevere.

## Descrizione e stile
La scena mostra una delle visioni di san Giovanni riportate nell'Apocalisse (XVI, 18-19 e XVIII 1-2). Si tratta della più spettacolare tra le scene apocalittiche, con la distruzione della città, nonostante la distruzione di quasi tutta la parte superiore. In alto un angelo viene fuori dai sette cerchi e proclama la caduta di Babilonia. Dalle mura aperte della città scappano invano i demoni, gli uomini e gli animali esotici (come lo struzzo e davanti ad esso una figura prona e un animale a quattro zampe, forse un orso), mentre la città si spacca nella rovina degli edifici, in pericolosa inclinazione. Le mura in basso riprendono con variazioni lo schema della Visione degli angeli ai quattro angoli della terra, sebbene qui invece di andare a zigzag siano caratterizzate da una sorta di prospettiva intuitiva centrale, con varie sfaccettature illuminate in maniera diversa a seconda dell'inclinazione. Per rappresentare il crollo degli edifici, Cimabue usò una convenzione dell'arte medievale, quella di rappresentarli fortemente inclinati, in questo caso lungo due direttrici culminanti al centro (dove la pittura è perduta), lo stesso stratagemma che uso, una dozzina d'anni dopo, anche l'artista, forse Giotto, nel ciclo francescano, nel Sogno di Innocenzo III. Tra gli edifici di Babilonia si riconoscono case a basiliche, rappresentate come solidi sfaccettati con le linee di contorno in evidenza, secondo una rappresentazione semplice ma altamente efficace.
La presenza ipotetica dell'orso aprirebbe, secondo la studiosa Monferini, un inquietante messaggio politico attuale, legato a una critica della famiglia Orsini in generale e di papa Niccolò III nello specifico, coinsiderato dalla letteratura legata a Gioacchino da Fiore e anche da Dante come un esponente della corrotta curia romana. Lo struzzo invece sarebbe un simbolo di eresia (Zimmermann, Zocca e Battisti), oppure potrebbe essere un ibis destinato a dominare le rovine della città quale allusione allo Spirito Santo (Monferini).

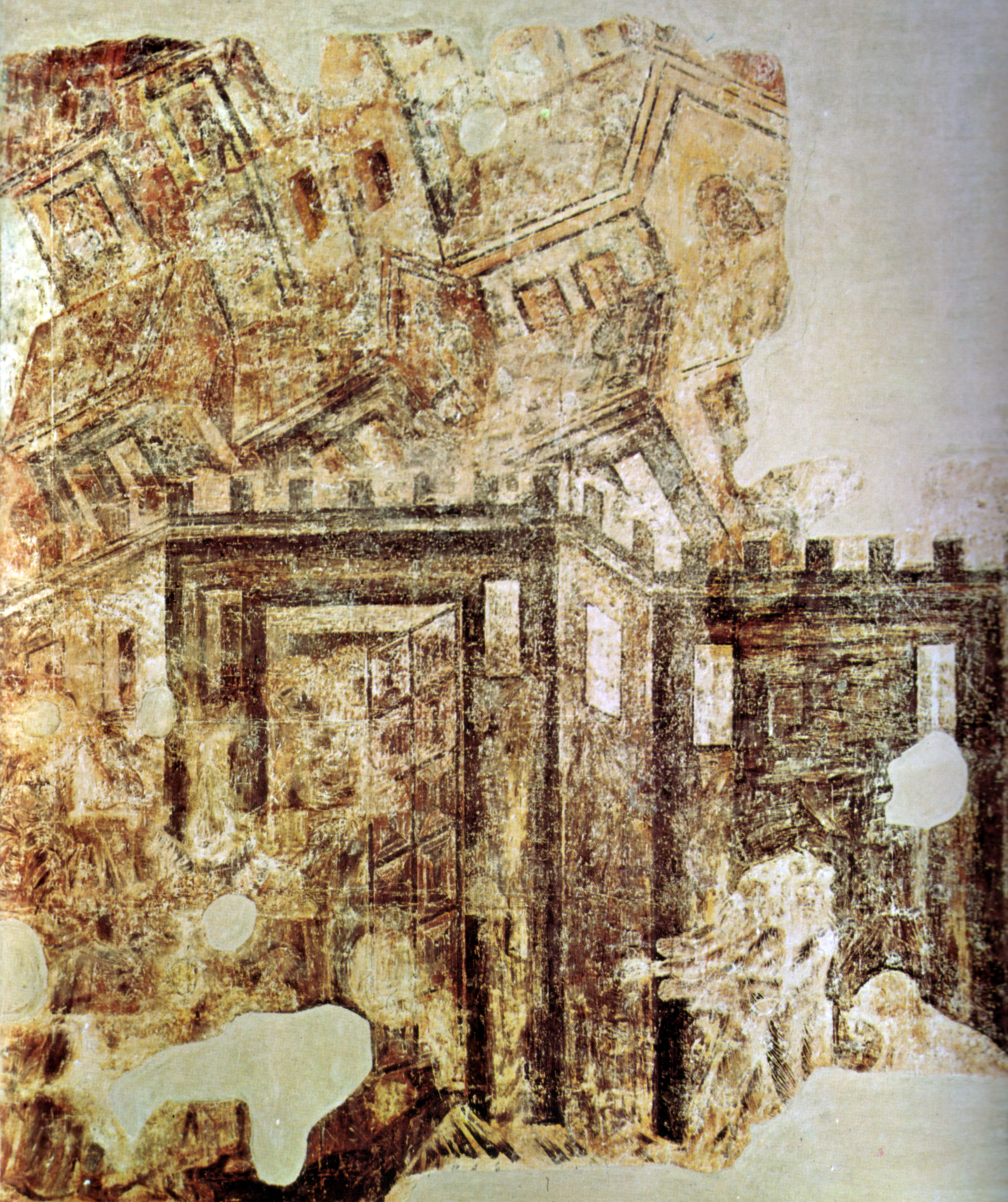
Dettaglio